# Pioneer-programmet
Pioneer-programmet var lidt af en blandet landhandel for et rumprogram at være. I begyndelsen var det US Air Forces prestigeprojekt. US Army med Wernher von Braun var i fuld gang med sit Explorer-program, der havde sendt den første amerikanske satellit i kredsløb. Det ville luftvåbenet overgå, ved at sende den første amerikanske sonde til Månen. Desværre var deres Thor-Able-raket upålidelig og da NASA overtog programmet (og retrospektivt døbte det Pioneer-programmet) brugte de von Brauns Juno II-raketter. Pioneer 4 kom da forbi Månen, 60.200 km ved siden af og efter at Luna 1 havde været der. Efter fire fejlslagne forsøg på månekredsere i 1960 kom programmet i mølpose. I 1965 blev Pioneer-programmet genoplivet til at undersøge Solen. Disse flyvninger gik glat, men på grund af alle de opdagelser planet- og månesonderne gjorde, samt ikke mindst de bemandede rumflyvninger, levede disse en stille tilværelse.

Da man ville lade to Pioneer-sonder forlade Solsystemet, for at opmåle den kosmiske stråling, mikrometeorider, Solens påvirkning med afstanden osv., skulle man bruge Jupiters tyngdekraft til at øge sondernes hastighed. Pioneer 10 og 11 blev interessante for planetforskere, da de ville blive de første Jupitersonder. Pioneer 10 og 11 blev derefter nogle "billige" forsøgskaniner, der skulle afprøve Asteroidebæltet, Jupiters strålingsbælter og Saturns ringplan, før de kostbare Voyagersonder kom forbi.

Pioneer 12 og 13 blev omdøbt Pioneer Venus for ikke at drukne i mængden (og for ikke at bruge "13").

## Thor-Able-raketter
- 38 kg tunge månekredsere, til fotorekognoscering.
  - Pioneer 0, 17. august 1958 — Thor (førstetrinnet) eksploderede efter 77 sekunder.
  - Pioneer 1, 11. oktober 1958 — Able svigtede (andettrinnet) og Pioneer 1 nåede kun 113.854 km væk.
  - Pioneer 2, 8. november 1958 — Altair (tredjetrinnet) svigtede og Pioneer 2 brændte op over Afrika.
- 43 kg tung sonde til afprøvning af langdistance-kommunikation.
  - Pioneer 5, 11. marts 1960 — virkede i 106 dage (36,2 millioner km), sendte 3 megabytes.

## Juno II-raketter (Jupitermissiler)
- 6 kg tunge månesonder til at måle kosmisk stråling ved månepassage.
  - Pioneer 3, 6. december 1958 — førstetrinnet svigtede.
  - Pioneer 4, 3. marts 1959 — 60.200 km forbi Månen (30.000 km var planlagt).

## Atlas-Able-raketter
- 175 kg tunge månekredsere.
  - Pioneer (P3), 26. november 1959 — revet i stykker af fartvinden, da raketnæsen blev afkoblet efter 45 sekunder.
  - Pioneer (P30A), 15. februar 1960 — løfteraketten eksploderede på jorden.
  - Pioneer (P30), 25. september 1960 — Able eksploderede efter 275 sekunder (370 km højde).
  - Pioneer (P31), 15. december 1960 — Atlas eksploderede efter 68 sekunder (12 km højde).

## Delta-raketter
- 63 kg tunge sonder til at forudsige solstorme.
  - Pioneer 6, 16. december 1965 — kredsløb om Solen i afstanden 0,8 AU. aktiv
  - Pioneer 7, 17. august 1966 — kredsløb om Solen i afstanden 1,1 AU. aktiv
  - Pioneer 8, 13. december 1967 — kredsløb om Solen i afstanden 1,1 AU. aktiv
  - Pioneer 9, 8. november 1968 — kredsløb om Solen i afstanden 0,8 AU, inaktiv siden 1983.
  - Pioneer E, 27. august 1969 — løfteraket nødsprængt.

## Atlas-Centaur-raketter
- 259 kg tunge sonder til at undersøge stråling, mikrometeorider, magnetfelter osv. i en bane væk fra Solen.
  - Pioneer 10, 3. marts 1972 — første passage af Asteroidebæltet og Jupiter. Første interstellare sonde. kontakt mistet 2003
  - Pioneer 11, 6. april 1973 — anden passage af Jupiter og første passage af Saturn. Anden interstellare sonde. kontakt mistet 1995
- 582 kg tung venuskredser.
  - Pioneer Venus Orbiter (Pioneer 12), 20. maj 1978 — i kredsløb fra 4. december 1978 til 8. oktober 1992.
- 904 kg modersonde med fire atmosfæresonder.
  - Pioneer Venus Multiprobe (Pioneer 13), 8. august 1978 — brændte op 9. december 1978 i venusatmosfæren.
    - Stor atmosfæresonde (315 kg) — frigjort 16. november og fløj ned gennem venusatmosfæren 9. december.
    - Nordsonden (90 kg) — frigjort 20. november og ramte 60° N på Venus d. 9. december.
    - Natsonden (90 kg) — frigjort 20. november og ramte Venus' natside d. 9. december.
    - Dagsonden (90 kg) — frigjort 20. november og ramte Venus' dagside d. 9. december. Sendte en time fra overfladen.